# Portico Quartet (album)
Portico Quartet è il terzo album del gruppo jazz inglese Portico Quartet, pubblicato dalla Real World Records nel 2012. È stato seguito da un extended play con 4 tracce addizionali.

## Tracce
Compact disc
1. Window Seat – 3:18
2. Ruins – 5:34
3. Spinner – 4:39
4. Rubidium – 8:44
5. Export to Hot Climates – 1:08
6. Laker Boo – 7:51
7. Steepless ft. Cornelia – 3:57
8. 4096 Colours – 4:35
9. City of Glass – 6:36
10. Trace – 1:53
11. Coy Carp – 5:24
12. Sock Puppets – 5:47
13. VTOL – 2:31
14. Steepless ft. Cornelia (Remix) – 2:02
15. Train to Montauk – 6:16

Durata totale: 70:15

## Formazione
- Jack Wyllie - sassofono, pianoforte, sintetizzatore
- Duncan Bellamy - percussioni
- Milo Fitzpatrick - contrabbasso
- Keir Vine - hang